# World Swimrun Federation
La World Swimrun Federation, indicata in breve come WSRF, ovvero Federazione Mondiale di Swimrun, è un'organizzazione che si occupa dello swimrun a livello mondiale.

## Scopi
La WSRF ha lo scopo di regolamentare, organizzare, promuovere e divulgare lo sport dello swimrun in tutto il mondo. Ai fini del proseguimento dello scopo WSRF si attiverà per:
- Fornire un piano base per cui una federazione nazionale di swimrun proveniente da ciascuna nazione potrà affigliarsi alla WSRF;
- Promuovere e sviluppare nel mondo lo sport dello swimrun. nel rispetto dei principi enunciati nella Carta Olimpica e nella tutela della salute fisica e mentale degli atleti, combattendo il doping in ogni sua forma;
- Emanare regole per le competizioni internazionali;
- Organizzare campionati mondiali individuali, a coppia e a squadre, così come altri tornei continentali e mondiali a seconda di quanto verrà deciso dall’associazione;
- Promuovere lo sviluppo di relazioni amichevoli fra le federazioni continentali, le federazioni nazionali e le associazioni sportive ad esse affiliate;
- Ottenere il riconoscimento dello swimrun quale specialità olimpica;
- Promuovere lo swimrun a livello dei settori giovanili e studenteschi.

## Commissioni
La WSRF prevede le seguenti commissioni:
- Commissione Anti Doping
- Commissione Atleti
- Commissione Disciplinare e Giuridica (DLC)
- Commissione Genere equità
- Commissione Medica
- Commissione Organizzazione
- Commissione Arbitraggio
- Commissione Sport
- Commissione Tecnica

## Principali regole e regolamenti della WSRF
In tutte le gare di Swimrun, il via è dato da un apposito giudice Arbitro, che ha anche il compito di verificare le attrezzarure ammesse e non ammesse prima e dopo la gara. In caso di utilizzo di equipaggiamenmti non regolamentari utilizzati durante o dopo la gara e dopo la spunta degli stessi, l'atleta che l'ha commessa viene squalificato.

## Competizioni previste
- Campionato del mondo a coppie DWC-SR (Double World Championship - Swimrun)
- Campionato del mondo individuale IWC-SR (Individual World Championship - Swimrun)
- Campionato del mondo staffetta TWC-SR  (Team World Championship - Swimrun)